# 세르히 파블로비치 발타차
| 이 사람의 이름은 동슬라브어군 이름입니다. 첫 번째 성은 발타차 이며 부칭은 파블로비치 입니다. |

세르히 파블로비치 발타차(우크라이나어: Сергій Павлович Балтача, 1958년 2월 17일, 도네츠크 주 즈다노우 ~)는 우크라이나의 전직 프로 축구 선수이자 감독으로, 현역 시절 수비수로 활약했다. 그는 소련 국가대표팀 경기에 45번 출전했고, 디나모 키이우 소속으로 300경기 넘게 출전했다.

## 생애와 경력
발타차는 오랜 기간 디나모 키이우와 소련 국가대표팀의 발레리 로바노우스키 감독으로부터 오랜 기간 지도를 받았는데, 로바노우스키 감독은 축구 특성화 학교로 그가 13세 때 출가하여 입학한 하르키우 주립 체육 중등학교(現 하르키우 주립 제1 체육 중등학교)에서 그를 발굴했다. 하르키우로 이주하기 전, 발타차는 고향 마리우폴의 "아조우스탈" 유소년 스포츠 클럽에서 축구를 시작했었다. 1976년에 디나모에 공식적으로 초청되었을 때, 발타차는 1년차를 당시 3부 리그에 속해 있던 메탈리스트 하르키우로 임대되어 보냈고, 2년차에는 디나모 2군에서 활동했다. 그는 1978년이 되어서 마침내 디나모 키이우 1군 신고식을 치렀는데, 1978년 4월 28일에 스파르타크 모스크바와의 경기에 출전했다.
1980년 하계 올림픽을 준비하는 과정에서 진행된 1979년 소련 인민 스파르타키아드 대회에 , 발타차는 우크라이나 지역 대표로 참가했다.
발타자는 1986년에 유러피언 컵위너스컵을 우승했고, 소비에트 톱리그와 쿠보크 SSSR을 4차례씩, 그리고 소비에트 슈퍼컵을 3번 우승했다. 그는 1982년에 월드컵에도 참가했고, 1988년에 유럽 선수권 대회 준우승을 거두었고, 모스크바에서 열린 1980년 하계 올림픽에서 동메달을 목에 걸었다.
소련 정부가 선수의 해외 여행 규정을 완화하면서, 1988년에 30세였던 발타차는 잉글랜드와 스코틀랜드로 건너갔고, 입스위치 타운과 세인트 존스턴에서 활약했다. 그는 입스위치와의 첫 경기에서 1호골도 득점했는데, 그는 잉글리시 풋볼 리그에 출전한 최초의 소련 출신 선수가 되었다. 그는 스코틀랜드 고지 축구 리그의 인버네스 캘리도니언에서 감독직을 역임했고, 이후 캘리도니언이 인버니스 시슬로 합병되면서, 1994년에 구단 명칭이 캘리도니언 시슬로 개칭되었다.
발타차는 2012년까지 남동부 런던의 베이컨 중등학교에서 체육 교사와 지시자로 근무했고, 그에 앞서 제프리 초서 기술 중등학교(런던, 올드 켄트 로드 소재)에서도 체육 교사를 역임했고, 찰턴 애슬레틱 유소년부 지도자로도 활동했다. 2012년부터, 세르히 발타차는 찰턴 애슬레틱 유소년부의 프로 발단 과정 지도자를 역임했다.

## 사생활
그의 전 배우자는 육상 스포츠 마스터로, 1980년 하계 올림픽에서 소련을 대표로 올림픽 5종 경기에 참가할 예정이었지만, 집에 남아 당시 1세였던 세르히 세르히오비치 발타차를 육아했고, 아들은 장성하여 축구 선수가 되었다.
딸 엘레나는 프로 테니스 선수였다. 그는 2014년 5월 4일에 향년 30세로 영면에 들었다.
이후 발타차는 옥사나를 2번째 배우자로 맞이했다.
소련 일부였던 우크라이나에서 출생한 발타차는 스스로를 다국적인으로 보고 있다. 그는 인생에서 쌓은 공로로 2012년 3월에 빅토르 레오넨코 명예의 전당에 헌액되었다. 발타차는 기자회견에서 "저는 소련 시민이지만, 우크라이나를 사랑합니다. 지금 저는 23년 넘게 영국에 있었고, 여기가 제 살 곳입니다. 그러나, 저는 여전히 우크라이나를 자주 방문합니다. 우크라이나에는 착하고, 친절한 사람이 많습니다. 저는 이 곳이 유럽의 대부분 국가들처럼 되는 것을 보고 싶습니다. 그러나, 저는 그렇다고 핏줄이 비슷한 러시아와 연결고리를 끊을 필요는 없다고 생각합니다." 라고 말했다.

## 경력 통계

### 국가대표팀 득점 기록
| 1.                   | 1982년 6월 19일  | 스페인, 말라가, 라 로살레다      | 뉴질랜드 | 3–0 | 승 | 1982년 월드컵    |
| 2.                   | 1982년 10월 13일 | 소련, 모스크바, 레닌 중앙 경기장 | 핀란드   | 2–0 | 승 | 유로 1984 예선전 |
| 2016년 5월 21일 기준 |                  |                                  |          |     |    |                  |